# Homer
Homer（ホーマー、1990年2月28日 - ）は、日本のダンサー・俳優 ・振付家・歌手 ・演出家である。
FREE STYLE DANCE TEAMのTHE AVENGERZに所属し、海外・国内アーティストの振付やバックダンサー出演を行う。
2019年5月31日、ヴォーカル&パフォーマンスグループDIAMOND☆DOGSに加入。現在は舞台を中心に活動中。
ダンサーとしての受賞歴は、埼玉 FREE STYLE CREW BATTLE 優勝。
パーティー vol.14 2ON2 BATTLE準優勝。
横浜 FREE STYLE BATTLE MVP受賞。 
浦和 FREESTYLE 2on2 準優勝。
a.d.g vol.10 SOLO BATTLE 準優勝。

## 出演

### 舞台
- Super “D‐☆” Cruising Show 2019『ヴァレンタインに逢いましょう』（2019年7月31日 - 8月7日、博品館劇場）
- SHOW CASE 『ODYSSEY』（2019年9月18日 - 23日、博品館劇場）[2]
- 『モーツァルト‥‥―オレは誰だ!!―』（2020年2月5日 - 14日、博品館劇場）- ベートーベン 役
- 『SAMBA NIGHT 2020』-DIAMOND☆DOGS（2020年5月13日 - 20日）[3]※新型コロナウィルス感染症の影響、緊急事態宣言の発令を受け延期
- 『Dramatic Musical Collection 2020』（2020年9月16日 - 24日、博品館劇場）
- 『舞台 ギャングアワー』（2021年5月5日 - 9日、中野ザ・ポケット）- 鮫洲 役[4] ※新型コロナウィルス感染症の影響、緊急事態宣言の発令を受け中止

- 『SUPER “D-☆” CRUISING SHOW 2021 DIAMOND☆DOGS Promise You 』（2021年7月28日 - 8月4日、博品館劇場）[5]
- 『ENTERTAINMENT SUPER DANCE THEATER ODYSSEY 2021』（2021年10月6日 - 13日、博品館劇場）[6]
- 『KIRARI SHOW ACT☆PARADISE THEATER 夜想曲　ノクターン 』（2021年12月5日 - 12日、博品館劇場）- TAURUS 役
- 『White Valentine Show』（2022年3月12日 - 16日、博品館劇場）※新型コロナウィルスの影響により3月9日～11日までの公演は中止、初日を3月12日に延期
- 『SAMBA NIGHT 2022』（2022年5月24日 - 5月29日、博品館劇場）[7]
- ミュージカル『シンデレラストーリー』 （東京・2022年9月6日 - 19日、日本青年館ホール / 愛知・9月24日 - 25日、東海市芸術劇場大ホール / 福岡・10月1日 - 2日、キャナルシティ劇場 / 大阪・10月7日 - 10日、梅田芸術劇場メインホール）- チュウ1 役[8]
- 『Dramatic Musical Collection 2022』（2022年11月16日 - 22日、博品館劇場）[9]
- 『DIAMOND☆DOGS 20th Anniversary

Le Pont de l’Espoir
ル・ポン・ド・レスポワール』（博品館劇場・6月28日-7月5日）
- 『花酔の月暁の風』（日暮里サニーホール・3月28日-3月30日）-半磁役
- 『ABC座2024 大金星（BIG VENUS）～時代を超えて～』（2024年11月25日-12月8日TOKYO DOME CITY HALL　12月12日-16日COOL JAPAN PARK OSAKA WWホール　12月26日-28日アイプラザ豊橋）
- DIAMOND☆DOGS『White Valentine Show 2025 connect』（博品館劇場・2025年3月26日-3月30日）
- 『LOVE LOVE de SHOW 2025』（I’M A SHOW・2025年6月5日-6月12日）-DIAMOND☆DOGS
- 「Yuke Pro. Dance Stage『Judgment』」（R’s アートコート・2025年8月9日-8月11日）

### ライブ・イベント
- DIAMOND☆DOGS『SUPER “D-☆” SUMMER VALENTINE SHOW 2019前夜祭』(2019年7月20日、TIAT SKY HALL）
- DIAMOND☆DOGS『クリスマスディナーショー2019』（2019年12月23日、ホテルグランドパレス）
- 『Super “D-☆” World Tour 2019 in Malaysia』 （2019年9月26日 - 10月1日 / 4泊6日）
- DIAMOND☆DOGS 『HAPPY NEW YEAR LIVE 2020』（2020年1月10日 - 11日、新宿ReNY）
- 『Super “D-☆” World Tour Carnival Di Venezia 2020』 （2020年2月16日 - 23日 / 4泊7日）
- 『Carnevale Di Venezia 2020』-DIAMOND☆DOGS（2020年2月17日、ヴェネツィア・サンマルコ広場）
- DIAMOND☆DOGS『クリスマスディナーショー2020』（2020年12月22日、ホテルグランドパレス）
- 『Happy Valentine Theater』-DIAMOND☆DOGS（2021年2月26日 - 27日、新宿ReNY）
- DIAMOND☆DOGS『ニューアルバム リリース記念ファンイベント2021＠Memorial Hotel Grand Palace』（2021年6月26日、ホテルグランドパレス）
- SUPER“D-☆”CRUISING SHOW『Promise You』直前ＳＰ公開放送（2021年7月17日、新宿パセラ本店）
- TAISUKE WADA Solo Project2021 "TAISUKE WADA Solo Exhibtion2021" 「Try-you」（2021年8月29日、恵比寿HIROSHIGE GAllERY）- ゲストDJ
- TAISUKE WADA Solo Project2021 Special Birthday Live 「Thank you my friends」（2021年10月29日）- DJ
- 『Happy New Year Live 2022』直前SP（2021年12月29日、ツイキャス有料配信）
- DIAMOND☆DOGS『Happy New Year Live 2022』（2022年1月7日 - 8日、新宿ReNY）
- 『SAMBA NIGHT 2022 後夜祭 アフターカーニバル』（2022年6月4日、GOTANDA G2）
- TAISUKE WADA Solo Project 2022 "SUMMER GATE" Special Collaboration Live（2022年7月17日　GOTANDA G3）- DJ
- TAISUKE WADA Solo Project 2022 Special Birthday Live「New Day」（2022年10月14日 - 15日、GOTANDA G3）- DJ
- DIAMOND☆DOGS『クリスマスディナーショー2022』（2022年12月27日、ロイヤルパークホテル）
- DIAMOND☆DOGS 『HAPPY NEW YEAR LIVE 2023』（2023年1月13日 - 1月14日、新宿ReNY ）
- 『TAISUKE WADA Solo Project2023

"Spring"Special Collaboration Live
「春祭り」』（2023年4月9日　GOTANDA G＋）-DJ
- 『GA-HA- BIRTHDAY BASH!! 2023 DAY.1 』（浅草Goldsounds　2023年5月28日）-Homer＆廣瀬真平 from DIAMOND☆DOGS
- 『SUMMER GATE2023』（浅草Goldsounds　2023年7月15日）-Homer＆廣瀬真平 from DIAMOND☆DOGS
- 第参回まりゑ結社秘蜜集会『困惑の"寿魂子ショー"』（2023年7月21日 新宿ファンタジーホール）- ゲスト 振付
- 『【DAN☆DAN主催ライブ】OLOVE vol.2』（吉祥寺SHUFFLE　2023年9月13日）-Homer＆廣瀬真平 from DIAMOND☆DOGS
- 『SHIMPEI 2nd Solo LIVE ~ SIGNAL~』（原宿ストロボカフェ 2023年9月23日）-ゲスト出演
- 『Homer&廣瀬真平(from DIAMOND☆DOGS) presents“霜月祭ーMusicaー”』（浅草Goldsounds 2023年11月13日）
- Homer 1st Solo Live『HomeRoom vol.1』（EBISUBATICA 2023年12月24日）
- 『4Leaf LiveTour ～2024 1st～ 東京FINAL』（浅草Goldsounds 2024年1月25日）-Homer＆廣瀬真平 from DIAMOND☆DOGS
- 『WHO‘S KRIST』（2024年8月31日 or TOKYO）-DJ
- 『Happy New Year Live2025 「The Beginning」』（2025年1月17日-18日　新宿ReNY）-DIAMOND☆DOGS
- 『WHO‘S KRIST PART.Ⅱ』（2025年2月22日 渋谷CLUB CAMELOT B2F）

### バックダンサー出演・振付・演出
- NHK テレ遊びパフォー！夏フェスタ09' オープニングアクト＆ISOPPSHOW（2009年）
- ALvino 「new cinema paradigm」PV出演 つるの剛士 つるの感謝祭～つるの恩返し～ ダンサー
- AKB48 29thシングル選抜ジャンケン大会 「UZA」バックダンサー出演
- AKB48 高橋みなみ「プラスティックの唇」LIVEバックダンサー
- SPRINGROOVE 海外アーティストINNA LIVE 振付＆バックダンサー
- DANCE@HERO JAPAN 5th SEASON (THE AVENGERZとしてシーズン総合5位)
- 寺島拓篤2nd LIVE TOUR PRISM 東京公演 2days
- ヒプノシスマイク - Division Rap Battle- 5th LIVE （2020年3月30日、AbemaTV）
- Leo Akanishi 2nd Album 「Re:Start」2021年1月16日リリース -「Touch & Kiss」振付
- Leo Akanishi LIVE 2021 “Re Start”（Zepp DiverCity 2021年8月21日・ Takara Osaka  2021年9月4日）- 振付
- C.I.A.『超 ALBUM』（2021年10月27日） -「夏夜恋」振付
- C.I.A.presents『超 SUPER LIVE 2021』（2023年12月28日 - 29日、豊洲PIT）- 振付
- 舞台『CRAZY POWDER』（2023年12月2日 - 4日、池袋シアターグリーン BASE THEATER）- 振付
- C.I.A.presents『SUPER LIVE FINAL』（2023年12月28日 - 29日、豊洲PIT）- ステージ演出・振付
- ミュージカル『ウィリアムとウィリアムのウィリアムたち』（プレビュー公演2024年2月10日-12日　パルテノン多摩　兵庫公演2024年2月15日-18日

兵庫県立芸術文化センター阪急中ホール　東京公演2024年2月28日-3月4日サンシャイン劇場　- 振付
- 『花園直道　芸能生活20周年記念公演

【花園城だよ！全員集合】』（2024年4月18日-4月19日　明治座）- 振付
- 『TheGentlemens』（2024年10月9日-11日　I'MA SHOW）-振付
- 『音楽劇　トランスミラー』（2024年12月25日-29日　新宿村LIVE）-振付
- DIAMOND☆DOGS『White Valentine Show 2025 connect』（博品館劇場・2025年3月26日-3月30日）-演出・出演
- 『I LOVE MUSICAL 2025〜この曲をあなたへ〜』（2025年9月6日　きゅりあん大ホール）-振付